# Татарчух, Болеслав Францевич
Болеслав Францевич Татарчух (пол. Tatarczuk (Tatarczuch) Bolesław, около 1850 — не ранее 1914) — русский архитектор.

## Биография
Окончил Высшее техническое училище в Кракове (1874).
С 1902 года работал в Томске при управлении Сибирской железной дороги, архитектор. Построил ряд гражданский зданий: школы на станциях Зима, Иланская, Иннокентьевская, несколько вокзалов, депо, церквей и т. д.
Возможно, в 1920-е годы строил в Польше

## Значительные работы

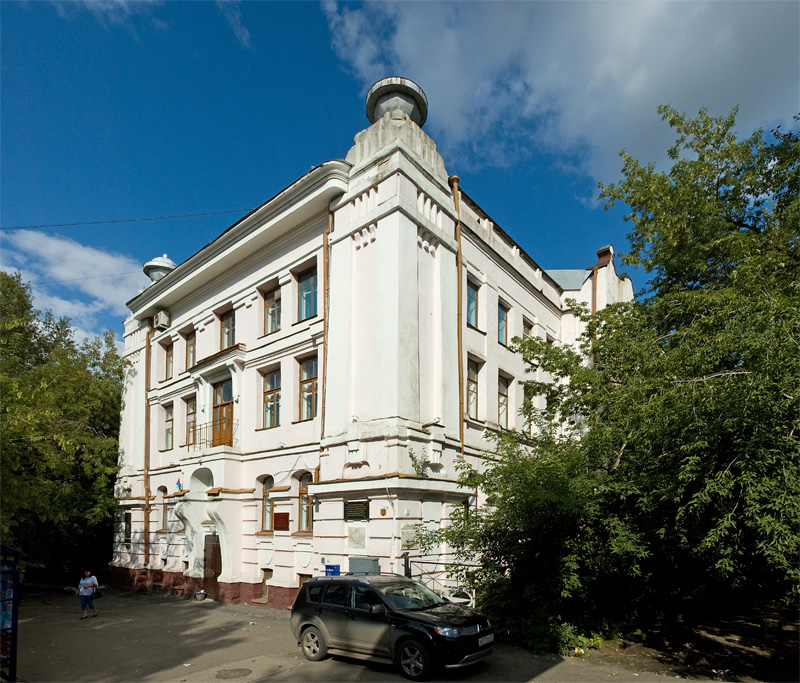
Манеж Общества содействия физическому развитию в Томске

Польский римско-католический костел в Каинске, 1909.
Манеж Общества содействия физическому развитию в Томске, 1903—1905, 1907—1910 (Красноармейская улица, д. 14).